# NGC 7480
NGC 7480 ist eine linsenförmige Galaxie vom Hubble-Typ S0/a im Sternbild Fische auf der Ekliptik, die schätzungsweise 222 Millionen Lichtjahre von der Milchstraße entfernt ist.
Die Galaxie wurde am  11. August 1864 von Albert Marth entdeckt.